# James Z. George
James Zachariah George, född 20 oktober 1826 i Monroe County, Georgia, död 14 augusti 1897 i Mississippi City, Mississippi, var en amerikansk demokratisk politiker och jurist. Han representerade delstaten Mississippi i USA:s senat från 1881 fram till sin död.
George deltog i mexikanska kriget. Han inledde sedan sin karriär som advokat i Carrollton. George deltog i amerikanska inbördeskriget som överste i Amerikas konfedererade staters armé. Han tillbringade två år i krigsfångenskap.
Efter kriget arbetade George åter som advokat i Mississippi. Han blev 1879 domare i Mississippis högsta domstol. Han valdes sedan till domstolens chefsdomare. Han efterträdde 4 mars 1881 Blanche Bruce som senator för Mississippi. Han omvaldes två gånger. Han avled i ämbetet. Hans grav finns på Evergreen Cemetery i North Carrollton. George County har fått sitt namn efter James Z. George. En staty av honom finns i National Statuary Hall Collection i Kapitoliumbyggnaden.